# 四二七游行

為了抗議政府对《四二六社論》的定性，數百萬名學生與群眾發起了四二七游行，遊行隊伍舉起写着「民主萬歲，人民萬歲！」、「廉潔的中國共產黨萬歲」的横幅

四二七游行，是1989年六四天安门事件中在中国各大城市举行的大规模学生游行。

## 介绍
学生们在前一天发布的1989年4月26日，《人民日报》发表文章《必须旗帜鲜明地反对动乱》，称学生运动是混乱的反党运动。社论发表后当天夜晚，北京大学学生开始讨论4月27日的游行计划。但柴玲表示北京学生自治联合会本来计划于4月27日在进行示威活动，当时《人民日报》还没发表文章。
4月27日，中国各地开始游行，举行示威活动的城市包括上海、天津、长春、西安、武汉、南京、杭州、合肥、长沙、成都、重庆、沈阳、大连、石家庄、南宁、昆明、深圳、银川和桂林。其中北京的示威活动规模最大，保守估计有3万名学生，多的有15万到20万名学生。因为由于除了学生，还有其他平民参与游行，所以很难确定学生抗议者的确切人数。按经济学家朱楚媛的说法，这是“学生民主抗议运动第一次获得群众的热烈支持。”
在邓小平同意下，杨尚昆指挥北京军区第三十八军进入北京，以防示威活动失控，北京警方进行协助（包括警察学院的学生）。参与游行的工人通过包围士兵来隔开学生，一些工人甚至拆除警察的路障。加拿大记者Scott Simmie估计有50万人参加了示威活动。
警察和军队与学生之间几乎没有出现暴力或争吵。警察没有使用暴力，他们暂时放慢游行者的速度，最终走到一边让学生前进。学生也几乎没有进行任何破坏行为。